# Goldmaskenamazone
Die Goldmaskenamazone, seltener auch Gelbmaskenamazone oder Dufresnesamazone (Amazona dufresniana) ist eine Papageienart aus der Unterfamilie der Neuweltpapageien. Zu der Art wird neben der Nominatform manchmal auch die Rotscheitelamazone als Unterart gerechnet, was allerdings umstritten ist.

## Erscheinungsbild
Die Grundfärbung des Gefieders dieser 34 Zentimeter groß werdenden Amazonenart ist grün, die Körperunterseite ist dabei etwas heller gefiedert als die Oberseite, Nacken- und Rückenfedern sind schwarz gesäumt. Ihr Scheitel und Nacken sind gelb gefärb, Zügel und Stirn orangegelb. Ihre Wangen, Ohrdecken und Nackenseiten sind blau bis violettblau. Augenring und Füße sind grau, wie auch der Schnabel, nur die Basis des Oberschnabels ist rosarot.
Wie auch die meisten anderen Arten der Gattung Amazona weist auch die Goldmaskenamazone keinen Geschlechtsdimorphismus auf, bei Jungvögeln sind Kopf- und Schwanzgefieder weniger intensiv gefärbt und die Iris dunkelbraun.

## Verbreitung und Habitat
Das Verbreitungsgebiet der Goldmaskenamazone umfasst den Südosten von Venezuela, Guayana, Surinam, Französisch-Guayana, und den Nordosten von Brasilien. Die Goldmaskenamazone zählt zu den Lebensraumgeneralisten unter den Amazonen und kommt in Regenwäldern, Wolkenwald (bis zu 1.700 m Höhe), Galeriewald (Uferregionen) und Savannengebieten vor. Sie lebt vorwiegend in der Nähe von Flüssen.
Die Goldmaskenamazone gilt als verhältnismäßig selten, genaue Bestandszahlen liegen für diese Art nicht vor. Momentan gilt die Goldmaskenamazone allerdings noch nicht in ihrem Bestand gefährdet, im Gegensatz zu einer Großzahl der anderen Amzonenaretn.

## Systematik

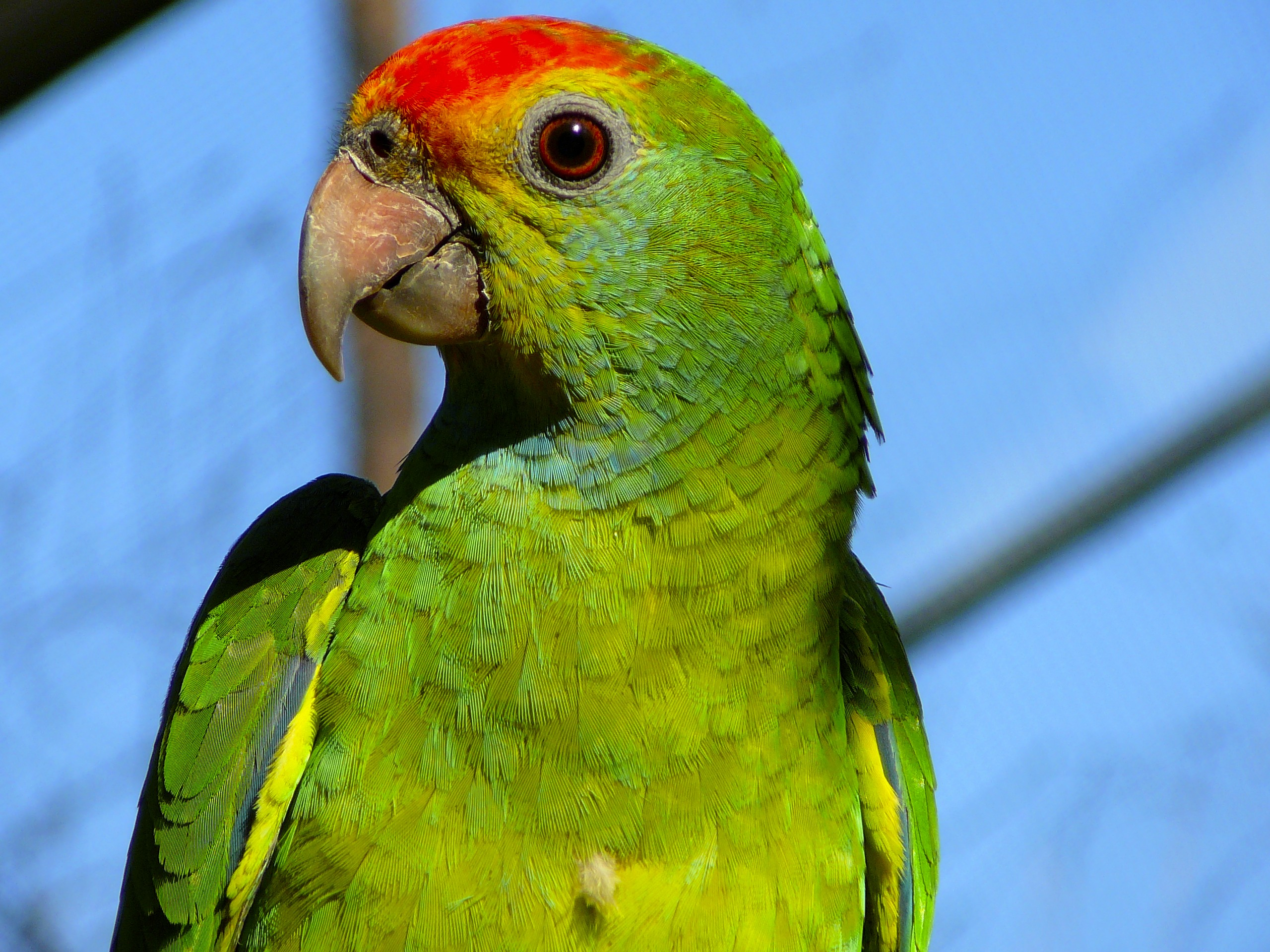
Rotscheitelamazone

Wie bereits erwähnt, ist die Einteilung von A. dufresniana in zwei Unterarten nicht unumstritten. Dufresnes- und Rotscheitelamazone werden oft als jeweils eigenständige Arten geführt, wofür spricht, das die Verbreitungsgebiete weit voneinander entfernt liegen. Nach neuesten Erkenntnissen geht man davon aus, dass beide Arten Schwesterpopulationen zueinander darstellen.
Früher ging man davon aus, dass die Goldmaskenamazone mit der Rotschwanzamazone (und ggf. der Rotscheitelamazone) zu einer Superspezies zusammengefasst werden könnte. Heute weiß man, dass die Arten nicht besonders nah verwandt sind, und der nächste Verwandte der Rotschwanzamazone innerhalb der Gattung überraschenderweise die Venezuelaamazone ist.

## Haltung in Menschenobhut
Die Goldmaskenamazone gehört zu den weniger häufig gehaltenen Amazonenarten. Sie sollte in einer Außenvoliere mit den Maßen 4 m × 1,5 m × 2 m untergebracht werden, sollte aber unbedingt ein Schutzhaus zur Verfügung haben, da sie, vor allem in der Eingewöhnung, empfindlich auf niedrige Temperaturen reagiert. Auch gilt sie anfangs teilweise als anfällig auf Krankheiten wie z. B. Aspergillose, später ist sie jedoch recht robust.
In kleinen Käfigen zeigen sie sich weniger aktiv als andere Amazonenarten und neigen hier zur Verfettung. In geräumiger Unterbringung sind sie jedoch aktiv und verspielt. Die Goldmaskenamazonen gewöhnen sie schnell an ihre Pfleger. Ihr Nagebedürfnis ist nicht sonderlich stark ausgeprägt, jedoch ist auch bei ihrer Haltung eine Metallkonstruktion vorzuziehen, außerdem baden sie gerne, müssen anschließend allerdings warm untergebracht werden.
Als Futter werden neben verschiedenen Getreidesorten und Saaten, auch gekeimt, wie bei allen Amazonen Obst und Gemüse gereicht.